# Chelodina steindachneri
Chelodina steindachneri là một loài rùa trong họ Chelidae. Loài này được Siebenrock mô tả khoa học đầu tiên năm 1914.

## Hình ảnh

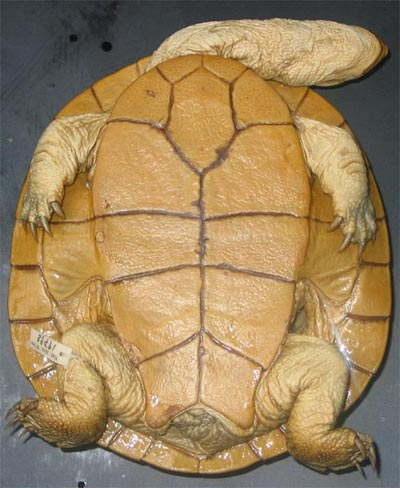